# Schweizer Cup (Fussball, Männer) 2002/03
Der 78. Schweizer Cup wurde vom 9. September 2002 bis zum 11. Mai 2003 ausgetragen. Titelverteidiger war der FC Basel. Dieser konnte seinen Titel erfolgreich mit einem 6:0 im Final gegen Neuchâtel Xamax verteidigen.

## Der Modus
Es wurde im K.-o.-System gespielt. Es gab bis zum Final acht Runden zu bewältigen. Die Mannschaften der höchsten Spielklasse stiessen in Runde 5 dazu.

## Ergebnisse

### 5. Runde
| Datum             |                           | Ergebnis  |                         |
| ----------------- | ------------------------- | --------- | ----------------------- |
| 09.11.2002, 13:30 | BSC Young Boys 2          | 0:2       | SR Delémont             |
| 09.11.2002, 16:00 | FC Zürich 2               | 0:2       | FC Luzern               |
| 09.11.2002, 17:30 | AC Bellinzona             | 1:6       | Grasshopper Club Zürich |
|                   | FC Basel 2                | 0:2       | Neuchâtel Xamax         |
| 10.11.2002, 14:00 | FC Naters                 | 3:1       | FC Münsingen            |
| 10.11.2002, 14:30 | FC Baden                  | 2:0       | FC Aarau                |
|                   | Chur 97                   | 0:2       | FC St. Gallen           |
|                   | FC Schaffhausen           | 2:1       | FC Zürich               |
|                   | FC Solothurn              | 1:2       | BSC Young Boys          |
|                   | Concordia Basel           | 0:4       | Servette FC Genève      |
| 10.11.2002, 15:00 | CS Chênois                | 0:1       | FC Thun                 |
|                   | SC Buochs                 | 1:3 n. V. | FC Wil 1900             |
|                   | FC Chiasso                | 1:3       | FC Lugano               |
| 10.11.2002, 16:00 | Grasshopper Club Zürich 2 | 2:3       | SC Kriens               |
| 04.12.2002, 19:30 | FC La Chaux-de-Fonds      | 1:0       | FC Sion                 |
| 22.02.2003, 16:00 | Yverdon-Sport FC          | 0:3       | FC Basel                |

### Achtelfinals
| Datum             |                      | Ergebnis  |                         |
| ----------------- | -------------------- | --------- | ----------------------- |
| 23.02.2003, 14:00 | FC Naters            | 0:4       | FC St. Gallen           |
| 23.02.2003, 14:30 | FC Baden             | 0:2       | FC Luzern               |
|                   | SC Kriens            | 1:2 n. V. | FC Wil 1900             |
|                   | FC Lugano            | 0:2       | Grasshopper Club Zürich |
|                   | FC La Chaux-de-Fonds | 0:2       | Neuchâtel Xamax         |
|                   | BSC Young Boys       | 1:0       | SR Delémont             |
|                   | FC Schaffhausen      | 3:1 n. V. | FC Thun                 |
| 04.03.2003, 19:30 | FC Basel             | 2:0       | Servette FC Genève      |

### Viertelfinals
Die Begegnungen wurden ausgelost, jeder konnte auf jeden treffen. Die Mannschaft, die zuerst gezogen wurde, erhielt den Heimvorteil.
| Datum             |                 | Ergebnis |                         |
| ----------------- | --------------- | -------- | ----------------------- |
| 26.03.2003, 19:00 | BSC Young Boys  | 3:4      | FC Basel                |
| 26.03.2003, 19:30 | FC Luzern       | 1:2      | Grasshopper Club Zürich |
| 26.03.2003, 19:30 | FC Wil 1900     | 0:2      | Neuchâtel Xamax         |
| 30.03.2003, 15:00 | FC Schaffhausen | 1:0      | FC St. Gallen           |

### Halbfinals
| Datum             |                 | Ergebnis              |                         |
| ----------------- | --------------- | --------------------- | ----------------------- |
| 15.04.2013, 20:15 | FC Basel        | 3:0                   | FC Schaffhausen         |
| 16.04.2013, 20:15 | Neuchâtel Xamax | 2:2 n. V. (9:8 i. E.) | Grasshopper Club Zürich |

### Final
| Paarung         | FC Basel – Neuchâtel Xamax |
| Ergebnis        | 6:0 (3:0) |
| Datum           | 11. Mai 2003 um 15:00 Uhr |
| Stadion         | St. Jakob-Park, Basel |
| Zuschauer       | 31.500 |
| Schiedsrichter  | René Rogalla (Schweiz) |
| Tore            | 1:0 Benjamin Huggel (13.) 2:0 Christian Giménez (35.) 3:0 Christian Giménez (43.) 4:0 M. Yakin (65.) 5:0 Boris Smiljanić (77.) 6:0 Sébastien Barberis (83.)                                                               |
| FC Basel        | Pascal Zuberbühler – Boris Smiljanić, Murat Yakin, Thimothée Atouba, Bernt Haas – Mario Cantaluppi, Benjamin Huggel, Scott Chipperfield, Hakan Yakin – Christian Giménez, Julio Hernán Rossi Cheftrainer: Christian Gross |
| Neuchâtel Xamax | Patrick Bettoni – Eddy Barea, Kader Mangane, Miguel Portillo, Remo Buess – Roland Bättig, André Wiederkehr, Augustine Simo – Mobulu M’Futi, Leandro D’Amico, Alexandre Rey Cheftrainer: Claude Ryf                        |